# Pismo złożone
Pismo złożone – rodzaj pisma, w którym w różnych proporacjach i na różne sposoby mieszają się elementy fonetyczne i semantyczne (logograficzne), np. pismo chińskie, pismo japońskie. Wyróżnić można kilka podtypów pisma złożonego, które rzadko występują w idealnie czystej postaci:
- Pismo mieszane, to pismo w którym miesza się kilka niezależnych od siebie systemów. Jego czołowym przykładem jest pismo japońskie składające się z dwu sylabariuszy pełniących funkcję pisma fonetycznego – katakana i hiragana, oraz ze znaków chińskich (Kanji), które na ogół pełnią jedynie funkcję ideogramów, jednak ze względu na zapożyczenia językowe z chińskiego w ograniczonym stopniu można z niektórych z nich wnioskować o ich lekcji, a więc w minimalnym stopniu są również pismem fonetycznym. Pismem mieszanym w mniejszym stopniu jest również pismo koreańskie, było nim pismo Kitanów.

- Pismo piktofentyczne – inaczej pismo ideograficzno-fonetyczne. W czystej postaci praktycznie nie występuje; każdy znak tego pisma zawiera bowiem element fonetyczny i semantyczny, przy czym ten pierwszy zazwyczaj wyewoluował z ideo- lub piktogramu (najpierw wymyślono obrazek, a później zaczęto go stosować wyłącznie na oznaczenie dźwięku, którego znaczenie oddawał). Element semantyczny doprecyzowuje znaczenie całości. Przykładami pisma piktofonetycznego mogą być chińskie piktofonogramy, oraz analogiczne znaki z pisma Kitanów czy Chữ nôm, w których komponent fonetyczny pochodził odpowiednio z języka kitańskiego i języka wietnamskiego. Tak skonstruowane znaki zawiera również pismo Majów.

- Pismo chińskie – jego poszczególne znaki dzielą się na piktogramy, ideogramy, a także piktofonogramy. Ze względu na duży stopień homofonii języków chińskich, pikto- i ideogramy używane być mogą również wyłącznie jako znaki fonetyczne. Patrz: Pismo chińskie.

## Pisma złożone
- pismo chińskie
- hieroglify egipskie
- pismo japońskie
- pismo kitańskie
- pismo Dżurdżenów
- Pismo Majów
- staroperskie pismo klinowe